# مبدأ المطابقة

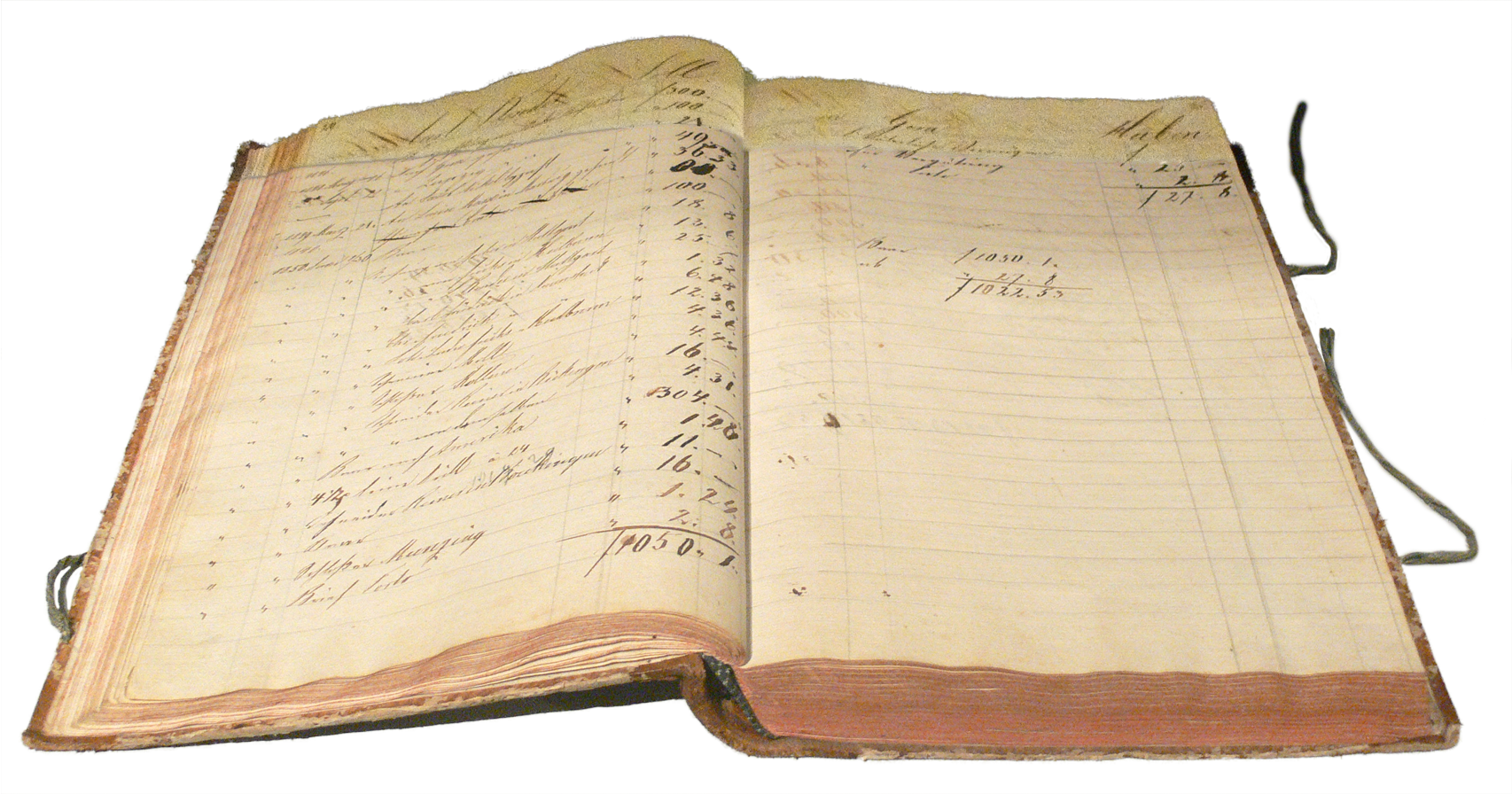

في المحاسبة التراكمية أو المحاسبة على مبدأ الاستحقاق، ينص مبدأ إقرار الإيرادات على أنه ينبغي تسجيل المصاريف خلال الفترة التي أنفقت فيها، بغض النظر عن التوقيت الذي حدث فيه التحويل النقدي، وعلى العكس من ذلك، فالمحاسبة على مبدأ النقد تستدعي تسجيل المصاريف عند الدفع النقدي، بصرف النظر عن التاريخ الذي أنفقت فيه المصاريف بالفعل.
في حالة عدم وجود علاقة سببية -علاقة بين السبب والنتيجة- (على سبيل المثال عملية بيع مستحيلة)، تُسجّل النفقات كمصاريف خلال الفترة المحاسبية التي نُفقت فيها: أي عند استخدامها أو استهلاكها (على سبيل المثال، للبضائع الكاسدة أو المؤرخة أو دون المستوى المطلوب أو الخدمات غير المطلوبة). لا تُسجّل النفقات المدفوعة مسبقًا كمصاريف، وإنما كموجودات حتى يُستوفى أحد الشروط المؤهلة ليُقرّ كمصروف. أخيرًا، في حال عدم القدرة على إنشاء أية علاقة مع الإيرادات، تُسجّل النفقات على الفور كمصاريف (مثل التكاليف الإدارية العامة وتكاليف البحث والتطوير).
لا تُسجّل المصاريف المدفوعة مسبقًا، مثل أجور الموظفين أو رسوم المقاول من الباطن المدفوعة أو الموعود بها، كمصاريف، إذ أنها تعتبر موجودات لأنها ستوفر فوائد مستقبلية محتملة. عند استخدام المصاريف المدفوعة مسبقًا، توضع قيود تسوية لتحديث قيمة الموجودات. في حالة الإيجار المدفوع مسبقًا، على سبيل المثال، تُخصم نفقة الإيجار لهذه الفترة من حساب الإيجار المدفوع مسبقًا.
يسمح مبدأ المطابقة بإجراء تحليل أكثر موضوعية للربحية. من خلال تسجيل التكاليف في الفترة التي نُفقت فيها، يمكن للشركة معرفة مقدار الأموال التي أُنفقت لإحداث الإيرادات، مما يقلل من «الضوضاء» الناتجة عن عدم تطابق التوقيت بين إنفاق التكاليف ووقت تحقيق الإيرادات.

## المصاريف ضد. توقيت النفقة
يوجد نوعان من حسابات الموازنة بغاية تجنب الأرباح والخسائر الوهمية التي قد تحدث بطريقة أخرى عندما لا يتمّ الدفع نقدًا في الفترات المحاسبية نفسها لتسجيل المصاريف، لأن المصاريف تُقر عندما يُنفق على الالتزامات بصرف النظر عن وقت الدفع النقدي وفقًا لمبدأ المطابقة في المحاسبة التراكمية أو المحاسبة على مبدأ الاستحقاق. يمكن تسديد المبالغ النقدية في فترات تسبق أو تلحق النفقة على الالتزامات (عند استلام البضائع أو الخدمات) وتُقرّ المصاريف ذات الصلة التي تؤدّي إلى نوعين من الحسابات:
- المصاريف المستحقة: هي المصاريف التي تُسجّل قبل حدوث الدفع النقدي
- المصاريف المؤجّلة: هي المصاريف التي تُسجّل بعد الدفع النقدي

المصاريف المستحقة هي المطلوبات ذات التوقيت أو المبلغ غير المؤكّد، ولكن عندما لا تكون درجة عدم اليقين كبيرة بما فيه الكفاية لتأهيلها كحساب مخصص. على سبيل المثال الالتزام بدفع ثمن البضائع أو الخدمات المستلمة من الطرف الآخر، في حين يكون الدفع النقدي له في وقت لاحق من الفترة المحاسبية عندما يُحسم المبلغ من المصاريف المستحقة. تشترك المصاريف المستحقة بالخصائص مع الإيرادات المؤجّلة مع الاختلاف بالالتزام أو بوجوب تغطية المطلوبات لاحقًا من النقد المستلم من الطرف الآخر، في حين تسليم البضائع أو الخدمات في فترة لاحقة، عند الحصول على مثل هذا العنصر الوارد، يُسجل كمصاريف ويُخصم المبلغ نفسه من الإيرادات المؤجّلة.
المصاريف المؤجّلة أو المصاريف المدفوعة مسبقًا هي الموجودات مثل النقد المدفوع لطرف آخر مقابل استلام بضائع أو خدمات في فترة محاسبية لاحقة، فيُسجّل العنصر المصروف ذو الصلة عند الوفاء بالوعد بالدفع، كما يُخصم المبلغ نفسه من المصاريف المدفوعة مسبقًا. تشترك المصاريف المؤجّلة في الخصائص مع الإيرادات المستحقة (أو الأصول المستحقة) مع الاختلاف أن المطلوبات المغطاة لاحقًا هي مدخول من تسليم البضائع أو الخدمات، التي يُستحصل منها هذا البند من الدخل وتُسجّل الإيرادات ذات الصلة، في حين يُستلم المبلغ النقدي في فترة لاحقة عندما تخصم من الإيرادات المستحقة.

## أمثلة
- تسمح المصاريف المستحقة بمطابقة التكاليف المستقبلية للمنتجات مع عائدات مبيعاتها قبل دفع هذه التكاليف.
- تسمح المصاريف المؤجلة (المصاريف المدفوعة مقدمًا) بمطابقة تكاليف المنتجات المدفوعة ولكن لم تُستلم بعد.
- يتناسب الإهلاك مع تكلفة شراء الأصول الثابتة مع الإيرادات التي تحققت من خلال توزيع هذه التكاليف على مدى عمرها المتوقع.

### المصاريف المستحقة
على سبيل المثال، تُؤدي البضائع التي يقدمها البائع في فترة محاسبية واحدة، ولكن يكون الدفع مقابلها في فترة لاحقة، إلى مصاريف مستحقة تمنع الزيادة الوهمية في قيمة التجارة المستقبلة المساوية للزيادة في البضائع الموجودة (الأصول) بتكلفة التكلفة البضائع الواردة، ولكن غير المسددة. بدون هذه المصاريف المستحقة، يمكن أن يؤدي بيع هذه البضائع في الفترة التي وُفّروا فيها، إلى تعويض البضاعة المخزونة غير المدفوعة بشكل فعال عن الإيرادات المباعة، الأمر الذي يؤدي إلى فائدة أو ربح وهمي في فترة المبيع، بالإضافة إلى خسارة وهمية في المرحلة اللاحقة من الدفع، كل منهما يكافئ تكلفة البضاعة المباعة.
تُسجّل تكاليف الفترة، مثل رواتب المكاتب أو مصاريف البيع، على الفور كمصاريف (وتُعوّض مقابل إيرادات من الفترة المحاسبية) أيضًا عندما تُدفع رواتب الموظفين في الفترة اللاحقة. تُعد تكاليف الفترة غير المدفوعة مصاريف مستحقة (مطلوبات) لتجنب مثل هذه التكاليف (كالمصاريف الوهمية المسجلة) لتعويض إيرادات الفترة التي قد تؤدي إلى أرباح وهمية. ومن أمثلتها العمولة التي تُستحصل في لحظة البيع أو التوصيل من قبل مندوب المبيعات الذي في نهاية الأسبوع التالي، في الفترة المحاسبية اللاحقة. تُسجّل الشركة العمولة كمصاريف أُنفقت فورًا في قائمة الدخل لمطابقة عائدات البيع (الإيرادات)، وبالتالي تضاف العمولة أيضًا إلى المصاريف المستحقة في فترة البيع لمنعها من أن تصبح ربحًا وهميًا، وثم تُخصم من المصاريف المستحقة في الفترة التالية لمنعها من أن تصبح خسارة وهمية عند تعويض مندوب المبيعات.

### المصاريف مؤجلة
المصاريف المؤجلة (المصاريف المدفوعة مسبقًا أو مسبقة الدفع) هي موجودات تُستخدم للتكاليف المدفوعة ولا تُسجّل كمصاريف وفقًا لمبدأ المطابقة.
على سبيل المثال، عندما تكون الفترات المحاسبية شهرية، تٌضاف نسبة 11 من 12 (11/12) من كلفة التأمين المدفوعة سنويًا إلى المصاريف المدفوعة مسبقًا، والتي تُخفّض بمقدار جزء من 12 من الكلفة في كل فترة لاحقة عندما يُسجل الكسر نفسه من بين المصاريف، بدلاً من كل الكلفة في الشهر الذي تُحرر فيه. يظل الجزء غير المسجل بعد من هذه التكاليف بمثابة مصاريف مسبقة (أصول) لمنع تحول هذه التكلفة إلى خسارة وهمية في الفترة الشهرية التي تُحرر فاتورته فيها، وإلى ربح وهمي في أي فترة شهرية أخرى.
تُضاف بالمثل المبالغ النقدية المدفوعة مقابل البضائع والخدمات التي لم تُستلم مع نهاية الفترة المحاسبية إلى المصاريف المسبقة لمنعها من التحول إلى خسارة وهمية في الفترة التي دُفعت فيها نقدًا، وإلى ربح وهمي في فترة استلامهم. لا تُسجل هذه التكلفة في بيان الدخل (الأرباح والخسائر) كمصاريف أُنفقت في فترة الدفع، وإنما في فترة استلامها عندما تُسجّل هذه التكاليف كمصاريف في الأرباح والخسائر وتُخصم من المصاريف المسبقة (الأصول) في الميزانيات العمومية.

### الإهلاك
يُستخدم الإهلاك لتوزيع تكلفة الموجودات أو الأصل على فترة العمر المتوقع وفقًا لمبدأ المطابقة. إذا تم شراء آلة بمبلغ 100000 دولار، وعمرها يقدّر بـ 10 سنوات، ويمكن أن تنتج نفس الكمية من البضائع كل عام، فعندئذٍ تُطابق 10000 دولار من التكلفة (أي 100000 دولار خلال 10 سنوات) من الآلة كل عام، بدلاً من استيفاء 100000 دولار في السنة الأولى ولا شيء في السنوات التسع القادمة. لذلك، تُعوّض تكلفة الجهاز من المبيعات في تلك السنة. يطابق ذلك تكاليف المبيعات وبالتالي يعطي تمثيلًا أكثر دقة للتجارة، ولكنه ينتج عنه تباين مؤقت بين الربح والخسارة ومركز النقد لتلك التجارة.